# Enzo Menicucci
Enzo Menicucci (Viterbo, 6 maggio 1930 – 1968) è stato un missionario italiano.
Originario de La Quercia, fu ordinato sacerdote nel 1955 e su sua richiesta fu inviato come missionario in Africa. Iniziò la sua  opera a Nvavyumba, nella diocesi di Kigoma, in Tanzania.  Amatissimo dai fedeli africani, a lui si deve una grande opera di apostolato tra la Tanzania, il Ruanda  e lo Zaire, che lo portò a creare e a consolidare consigli parrocchiali e associazioni di laici in quei territori. Nel 1968, mentre si recava da Kakonko a Kibondo, perse la vita in un incidente stradale; volle il caso che durante il viaggio si cambiasse di posto con un passeggero mal sistemato nella camionetta: un ennesimo atto di generosità che gli fu fatale. A lui è intitolato l'oratorio di S. Maria de La Quercia (Viterbo).